# Raimundo García
Raimundo García (Buenos Aires, 27 de mayo de 1936 - 13 de octubre de 2020) fue un Maestro Internacional de ajedrez argentino, campeón nacional.

## Trayectoria
Fue campeón latinoamericano en Mar del Plata 1962, campeón argentino y del Club Jaque Mate en 1963 y campeón metropolitano en 1964.
Se inició a los 16 años en el Club de Ajedrez Jaque Mate, al que representó durante 14 años y representa desde hace más de 35 años al Club Argentino de Ajedrez.
El título de Maestro Internacional lo obtuvo en el Magistral Buenos Aires 1964, donde hizo tablas con el entonces Campeón Mundial Tigrán Petrosián.
Algunos de sus mejores resultados recientes:
Magistral VI Aniversario Círculo de Ajedrez Torre Blanca 1978;
Magistral Club Gimnasia y Esgrima de Buenos Aires 1978;
Abierto Club Argentino de Ajedrez Verano 2001;
Abierto Homenaje al GMI Rossetto, diciembre de 2004;
Abierto Homenaje al GMI Oscar Panno, febrero de 2006.
Torneo Ágil-Mente, para afiliados a PAMI mayores de 60 años, agosto de 2010: 1.er puesto.
Campeonato Argentino Absoluto, agosto de 2010: 8.º puesto sobre 54 participantes, a 1 punto del vencedor.
Campeonato Mundial Sénior, Arco Di Trento, ITALIA, octubre/noviembre 2010: 17.º puesto sobre 224 participantes, a 1 punto del vencedor.
Campeonato Sénior Club Argentino de ajedrez, junio de 2011: 1.er puesto.
Campeonato Panamericano Sénior, Mar del Plata, ARGENTINA, julio/agosto 2011: 1.er puesto.
Segundo en el Magistral 60.º Aniversario del Club Argentino de Ajedrez, detrás de Miguel Najdorf y delante de Oscar Panno y Raúl Sanguineti, Buenos Aires 1965;
Subcampeón Argentino en Buenos Aires 1969;
Quinto en el Zonal Sudamericano, Río Hondo 1966;
Tercero en el Zonal Sudamericano, Mar del Plata 1969;
Subcampeón Argentino en Buenos Aires 1972;
Tercero en Campeonato Argentino, Santa Fe, 1973;
Segundo en Abierto Otoño 2001, Club Argentino de Ajedrez.
Intervino como 2.º tablero en las Olimpíadas de ajedrez, Tel Aviv 1964;
5.º tablero en las Olimpíadas de ajedrez, La Habana 1966;
5.º tablero en las Olimpíadas de ajedrez, Lugano 1968;
2.º tablero en las Olimpíadas de ajedrez Skopie 1972.

### Docencia
Ejerce la docencia de ajedrez profesionalmente desde 1969.
Desde 1995 se dedica a la formación de jugadores de torneos a través de su “Escuela de Ajedrez para la Competición”, con preferencia infantiles y juveniles, aunque continúa atendiendo adultos.
Uno de sus alumnos infantiles más destacados ha sido Alex Cuevas, a quien atendió hasta el año 2000 inclusive, reanudando su conducción en el año 2003.
En el año 2000 Cuevas clasificó Campeón de la Ciudad de Buenos Aires, Argentino y Panamericano en la categoría sub-10, obteniendo por este último título la categoría de Maestro Fide.
Entre los mayores, el GMI Ariel Sorín y el MI Guillermo Llanos tomaron clases en sus primeros tiempos.

## Periodismo
Desde 1964 escribe profesionalmente notas técnicas sobre ajedrez, siendo asiduo colaborador de la revista “Ajedrez” dirigida por Luis Palau. Escribió para la revista “Ajedrez de Estilo” del Maestro Juan Sebastián Morgado.
Entre 2001-2004 para Inforchess.com, Inforchess Magazine y su Yearbook.